# Fundación Hortícola de Saratoga

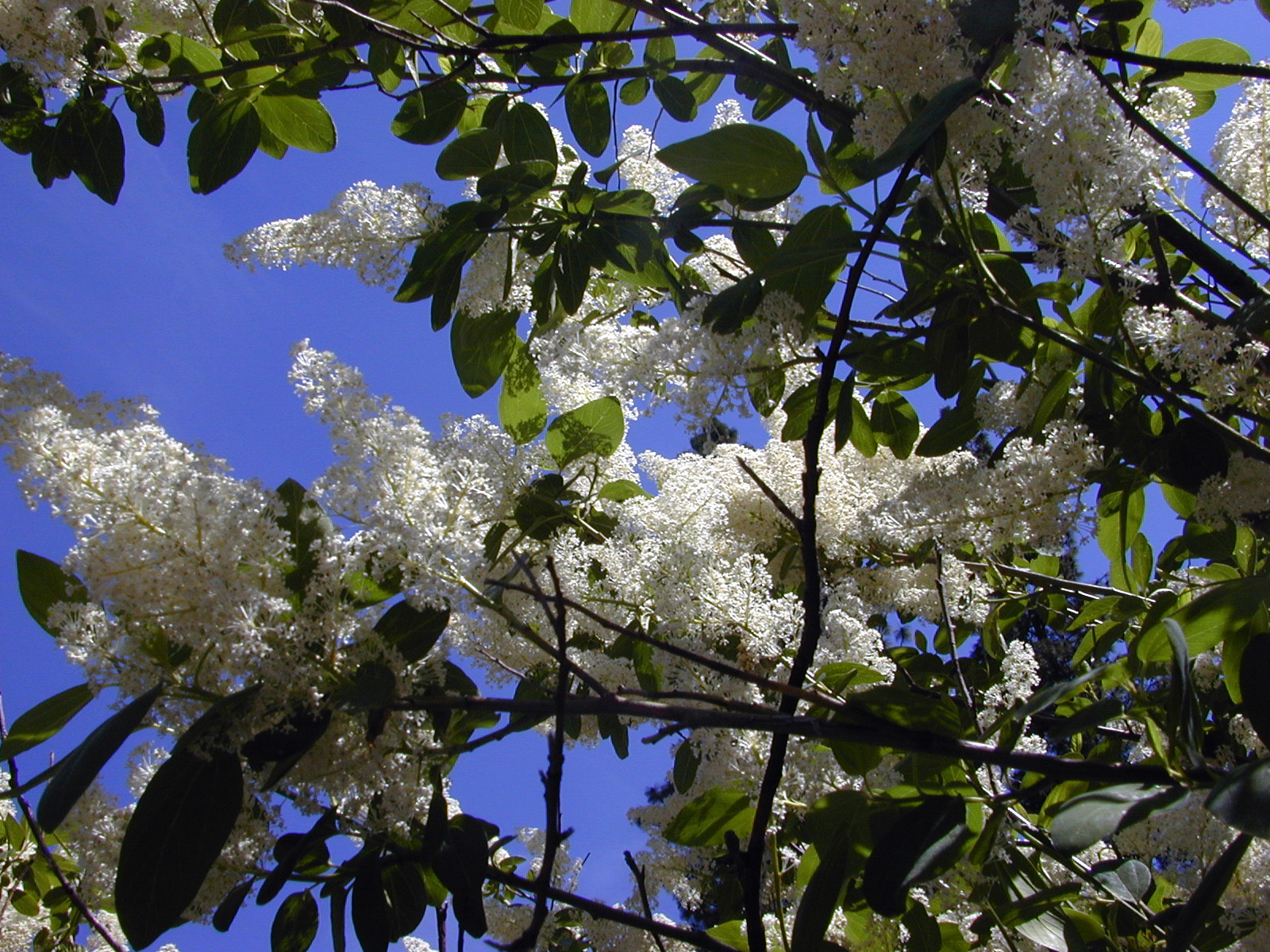
Ramas de la Californian Lilac (Ceanothus integerrimus).

El Fundación Hortícola de Saratoga (en inglés: Saratoga Horticultural Foundation), es un Jardín de pruebas y jardín botánico, de administración privada en San Martín, California, Estados Unidos. Su código de reconocimiento internacional como institución botánica, así como las siglas de su herbario es SARHF.

## Localización
Saratoga Horticultural Foundation Inc., 15185 Murphey Avenue,  San Martín, Santa Clara County, California 95046  United States of America-Estados Unidos de América.37°5′43.8″N 121°36′16.2″O / 37.095500, -121.604500
La entrada es previa cita.

## Historia
El jardín fue creado en 1952.

## Colecciones
Alberga plantas ornamentales procedentes de todas partes del mundo en un jardín formal.
Alberga clones seleccionados de especies de los géneros entre otros de Ginkgo, Magnolia, Liquidambar, Fraxinus, Liriodendron, Arctostaphylos, Ceanothus, Garrya, para evaluación, pruebas e introducción al mercado de las plantas seleccionadas.